# Piaski (Kraśnik)
Piaski – niewielka część miasta Kraśnika, leżąca pomiędzy głównymi częściami miasta: Kraśnikiem Fabrycznym i Kraśnikiem Lubelskim.

## Historia
Piaski już w XIX stanowiło przedmieście Kraśnika. 1 stycznia 1973 północną część odłączono od Kraśnika (od strony południowo-zachodniej za torem kolejowym), tworząc w niej sołectwo Piaski w nowo utworzonej gminie Kraśnik. Zasadnicza część Piasków pozostała w granicach Kraśnika.

## Granice
Dzielnica graniczy:
- od północnego wschodu: granica północno-wschodnia dzielnicy jest jednocześnie granicą miasta Kraśnika, przebiega po nieczynnych torach kolejowych do Fabryki Łożysk Tocznych,
- od południowego wschodu: ulica Nowa jest granicą z dzielnicą Starą (Lubelską) (osiedle Koszary),
- od północnego zachodu: ulica Długa jest granicą z dzielnicą Budzyń,
- od południowego zachodu: granica południowo-zachodnia jest jednocześnie granicą miasta Kraśnika, a przebiega po ulicy Jagiellońskiej i zalewie.

## Plan dzielnicy
Przez Piaski przebiega główna arteria Kraśnika ul. Urzędowska łącząca dzielnicę Starą (Lubelską)  z dzielnicą Fabryczną, będącą częścią drogi wojewódzkiej nr 833. Przy niej mieszka ludność w domach jednorodzinnych. Piaski rozwinęły się w latach 80. i latach 90. po rozbudowie we wschodniej części dzielnicy bloków mieszkalnych. W dzielnicy jest parafia pw. Miłosierdzia Bożego. Ulicą Urzędowską przebiega większość linii komunikacyjnych MPK Kraśnik i przewoźników prywatnych, są dwie pary przystanków: Piaski I oraz Piaski II. W dzielnicy znajdują się ulice: al. Tysiąclecia, Długa, Jagiellońska, Makowa, Nowa, Piaskowa, Rumiankowa, Świerkowa, Św. Faustyny oraz Urzędowska.